# Sociedad Bolivariana de Caracas

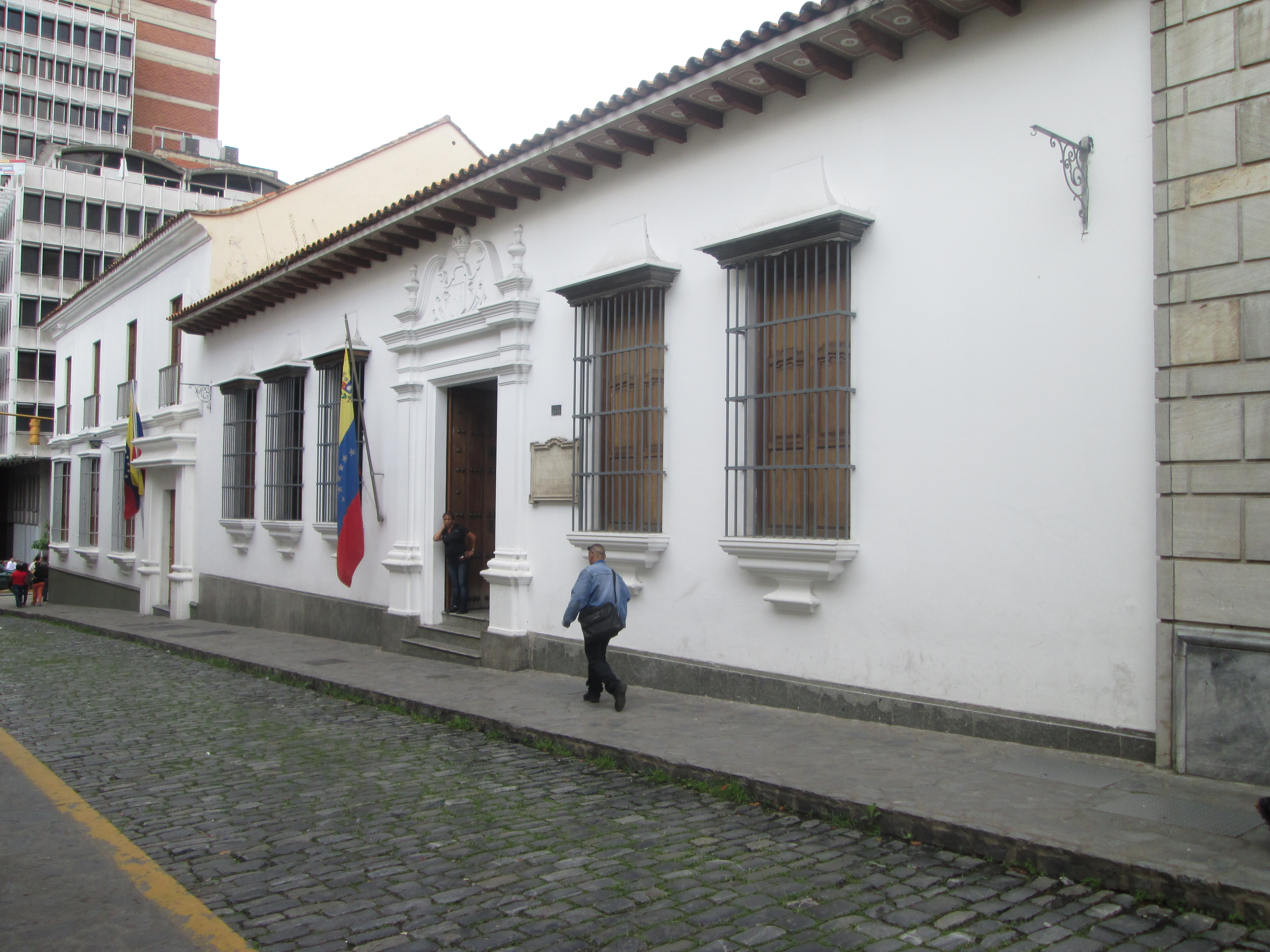
Fachada de la Sociedad Bolivariana en el centro de Caracas.

La Sociedad Bolivariana de Caracas es una organización sin fines de lucro y de carácter no político, fundada en 1842 por el general Rafael Urdaneta. Su propósito principal es el estudio del pensamiento jurídico de Simón Bolívar.
En la actualidad, existen también la Sociedad Bolivariana de Venezuela y otras entidades similares en distintas partes del mundo. Su sede se encuentra en Caracas, entre las esquinas de Sociedad y San Francisco, junto a la Casa Natal del Libertador.

## Historia
El general Rafael Urdaneta fundó la institución con el nombre de «Semana Bolivariana». Aunque su iniciativa no prosperó en ese momento, con el tiempo muchos de los antiguos rivales de Simón Bolívar, así como miembros de la oligarquía conservadora, adoptaron oficialmente el «culto al Libertador».
En las últimas décadas del siglo XIX, durante su presidencia, el general Antonio Guzmán Blanco dio un nuevo impulso oficial al culto bolivariano. Para 1927, la Real Academia Española incorporó los términos bolivariano y bolivariana en su diccionario.
En marzo de 1938, el presidente Eleazar López Contreras oficializó el «culto a Bolívar» mediante la creación de la Sociedad Bolivariana de Venezuela. Bajo la dirección de Vicente Lecuna se redactaron los estatutos de la Sociedad. Lecuna también se encargó de publicar una valiosa colección de cartas del Libertador.
Desde entonces, la Sociedad se ha expandido por los países bolivarianos y ha asumido un papel fundamental en el estudio y la difusión del pensamiento político de Simón Bolívar.